# Balai Jaring (Payakumbuh Utara)
Balai Jaring is een bestuurslaag in het regentschap Payakumbuh van de provincie West-Sumatra, Indonesië. Balai Jaring telt 907 inwoners (volkstelling 2010).